# Gare d’Avrechy
Gare d’Avrechy vasútállomás Franciaországban, Avrechy településen.

## Vasútvonalak
Az állomást az alábbi vasútvonalak érintik:
- Párizs-Lille-vasútvonal

## Kapcsolódó állomások
A vasútállomáshoz az alábbi állomások vannak a legközelebb:
- Gare de Saint-Rémy-en-l'Eau
- Gare de Clermont-de-l'Oise